# Dieter Berkmann
Dieter Berkmann (Mittenwald, Baviera, 27 de juliol de 1950) va ser un ciclista alemany especialista en la pista. Guanyador de dues medalles als Campionats del món en velocitat, va participar en dues edicions dels Jocs Olímpics.

## Palmarès
- 1972
  -  Campió d'Alemanya amateur en velocitat
- 1973
  -  Campió d'Alemanya amateur en velocitat
  -  Campió d'Alemanya en tàndem
- 1974
  -  Campió d'Alemanya amateur en velocitat
- 1976
  -  Campió d'Alemanya amateur en velocitat